# Грибы (группа)
Grebz (до 2019 года — «Грибы́») — украинский музыкальный коллектив, основанный в Киеве. Группа наиболее известна песней «Тает лёд», видеоклип на которую набрал более 300 миллионов просмотров на YouTube.

## История группы
В 2016 году, Юрий Бардаш основал проект «Грибы». 28 апреля 2016 года «Грибы» выложили на YouTube свой первый клип «Интро», который меньше чем за месяц набрал миллион просмотров. То же самое произошло со вторым видеоклипом «Копы», который вышел 11 сентября 2016 года. По словам бывшего участника «Грибов» Kyivstonera изначально «Интро» предназначалась для команды Quest Pistols, но она оказалась слишком сложной для участников группы — никто не мог начитать текст.
11 ноября 2016 года группа выпустила третий видеоклип «Велик», а также выложила в интернет дебютный альбом под названием «Дом На Колёсах ч.1». В конце ноября — начале декабря 2016 года группа отправилась в гастрольный тур по городам Украины, России и Беларуси. Выход второго альбома планировался на август-сентябрь 2017 года, но в результате альбом так и не вышел.
7 марта 2017 года вышел очередной, уже четвёртый клип «Тает лёд», который сразу же вышел на первое место в разделе «Набирающие популярность» на YouTube и за несколько недель набрал более 10 миллионов просмотров. Благодаря популярности клипа у него появилось множество каверов и пародий, не обошли его стороной и на телешоу «Вечерний Ургант».
Отличительной чертой группы было звучание на стыке хип-хопа и хауса (хип-хаус, G-House), а также отказ от любых контактов с прессой: «Грибы» не давали интервью, не участвовали в фотосессиях и стремились к анонимности. В клипах участники «Грибов» скрывали свои лица под капюшонами, панамами и балаклавами. Видеоклипы группы содержали скетчи (короткие комедийные сценки), которые исполнял Kyivstoner (он же видеоблогер Корреспондент Радужный, он же Бюджетный Гай Ричи) — неформальный участник коллектива. В феврале 2017 года Kyivstoner заявил о своём уходе из группы.
25 августа 2017 года продюсер Юрий Бардаш заявил о том, что 31 декабря 2017 года группа прекратит свою концертную деятельность. В конце ноября группа отменила все запланированные на конец года концерты, после чего появилась информация о распаде «Грибов».

### После распада
Ещё до официального выхода из Грибов, в январе 2017 года, Kyivstoner под псевдонимом Неизвестность опубликовал сольный трек. В марте того же года он выпустил сольный альбом «Хайпоголик». Так же в 2017 году Альберт присоединился к Gazgolder.
В 2019 году 4atty aka Tilla и Sимптом объединились в группу Grebz.
Юрий Бардаш в 2018 году представил сольный проект Youra.

## Дискография

### Студийные альбомы
- 2016 — «Дом на колёсах ч. 1»
- 2019 — «Рэппєq»
- 2023 — «MC COMING»
- 2023 — «STYLE IN MC»

### Синглы
- «Интро»
- «Копы»
- «Тает лёд»

## Видеография
- «Интро» (2016)
- «Копы» (2016)
- «Велик» (2016)
- «Тает лёд» (2017)
- «Контракты» (2019)
- «По ремонту» (2019)
- «Каракум» (2019)
- «0. Grebz» (2019)
- «Боб» (2019)
- «Клок/FBI» (2023)
- «Юрфак/Mr.Jay» (2023)

## Состав

### Текущий состав
- 4atty Aka Tilla (2016 — 2017, с 2019 — наст.время)
- Sимптом (2016 — 2017, с 2019 — наст.время)

### Бывшие участники
- Юрий Бардаш (2016 — 2017)
- Киевстонер (2016 — 2017)

## Награды
В 2016 году на премии «Jagermeister Indie Awards 2016» группа победила в номинации «Сингл года» с песней «Intro».
В 2017 году группа «Грибы» получила премию YUNA в номинации «Открытие года».
В 2017 году группа «Грибы» получила премию «Премия RU.TV» в России в номинации «Лучший старт».
В 2017 году группа «Грибы» получила Российскую национальную музыкальную премию «Виктория» в номинации «Песня года» с песней «Тает лёд».
В 2018 году группа «Грибы» получила премию YUNA в номинации «Лучшая песня» с песней «Тает лёд».